# ラスムス・ヴュルツ
ラスムス・ヴュルツ（Rasmus Würtz、1983年9月18日 - ）は、デンマーク・スキーヴェ出身の元プロサッカー選手。元サッカーデンマーク代表。現役時代のポジションはMF。

## 経歴

### クラブ
地元クラブのスキーベIKでプロキャリアをスタート。
2001年11月、オールボーBKに移籍。半年間はレンタルの形でスキーベに残留した。2002年7月に正式にオールボーの一員となり、すぐにレギュラーに定着した。加入初年度は僅か1試合に欠場したのみでフル稼働。3シーズン合計でも欠場した試合は全99試合で4試合のみだった。
2007年7月、前年度リーグ王者のFCコペンハーゲンに移籍。移籍金は300～400万デンマーク・クローネ (50万ユーロ)と報じられた。しかし負傷のためポジション争いに後れをとり、ベンチ暮らしが続いた。2009年2月、残留を争っていたヴェイレBKにレンタルで加入。ヴェイレでは15試合に出場し一得点を記録したが、チームを降格から救うことは出来なかった。
2009年7月、古巣オールボーBKに移籍。

### 代表
各年代でデンマーク代表に選出されている。
2005年6月、フィンランドとの親善試合でヨン・ダール・トマソンとの交代で途中出場し初キャップ。
UEFA U-21欧州選手権2006ではチームキャプテンを務め、全3試合に出場し1得点を挙げた。

## タイトル

### クラブ
オールボー
- デンマーク・スーペルリーガ (1): 2013–14
- デンマーク・カップ (1): 2013–14